# 東北虎林園
東北虎林園是位於中華人民共和國東北地區黑龍江省哈爾濱市的動物園。園內數量最多的動物為西伯利亞虎。